# Vila Facaia
Vila Facaia is een plaats (freguesia) in de Portugese gemeente Pedrógão Grande en telt 702 inwoners (2001).